# Colchicum chimonanthum
Colchicum chimonanthum är en tidlöseväxtart som beskrevs av Karin Persson. Colchicum chimonanthum ingår i släktet tidlösor, och familjen tidlöseväxter. Inga underarter finns listade i Catalogue of Life.